# Erannis tristrigata
Erannis tristrigata là một loài bướm đêm trong họ Geometridae.